# Заповеди Иисуса Христа
Заповеди Иисуса Христа, также Евангельские заповеди, Заповеди Христовы — духовно-нравственные указатели на пути в Царство Божие, проповеданные Иисусом Христом своим ученикам и последователям. Согласно христианским святым учителям и преподобным отцам исполнение Евангельских заповедей необходимо для спасения человека (получения им вечной жизни).
Иисус Христос начал Свою проповедь человеческому роду словами «покайтесь, ибо приблизилось Царство Небесное» (Мф. 4:17).
В ответе на вопрос фарисея о наибольшей, самой важной, из всех заповедей, Иисус Христос назвал наибольшими 2 заповеди:

Иисус сказал ему: Возлюби Господа Бога твоего всем сердцем твоим, и всею душою твоею, и всем разумением твоим. Сия есть первая и наибольшая заповедь. Вторая же подобная ей: Возлюби ближнего твоего, как самого себя. На сих двух заповедях утверждается весь закон и пророки.
— Мф. 22:37—40

Иисус отвечал ему: первая из всех заповедей: слушай, Израиль! Господь Бог наш есть Господь единый; и возлюби Господа Бога твоего всем сердцем твоим, и всею душею твоею, и всем разумением твоим, и всею крепостию твоею, — вот первая заповедь! Вторая подобная ей: возлюби ближнего твоего, как самого себя. Иной, большей сих, заповеди нет.
— Мк. 12:29—31

Он сказал в ответ: возлюби Господа Бога твоего всем сердцем твоим, и всею душею твоею, и всею крепостию твоею, и всем разумением твоим, и ближнего твоего, как самого себя.
— Лк. 10:27

## Заповеди блаженства
- Блаженны нищие, духом, ибо их есть Царство Небесное.
- Блаженны плачущие, ибо они утешатся.
- Блаженны кроткие, ибо они наследуют землю.
- Блаженны алчущие и жаждущие правды, ибо они насытятся.
- Блаженны милостивые, ибо они помилованы будут.
- Блаженны чистые сердцем, ибо они Бога узрят.
- Блаженны миротворцы, ибо они будут наречены сынами Божиими.
- Блаженны изгнанные за правду, ибо их есть Царство Небесное.
- Блаженны вы, когда будут поносить вас и гнать и всячески неправедно злословить за Меня.
- Радуйтесь и веселитесь, ибо велика ваша награда на небесах: так гнали и пророков, бывших прежде вас.

(Мф. 5:3—12)

## Другие заповеди Нагорной проповеди
1 Указание на необходимость для христиан помогать людям найти путь к Богу (как к Небесному Отцу), прежде всего, своими добрыми делами (своей работой на Бога - своей праведностью).

- Вы — соль земли. Если же соль потеряет силу, то чем сделаешь её соленою? Она уже ни к чему негодна, как разве выбросить её вон на попрание людям.
- Вы — свет мира. Не может укрыться город, стоящий на верху горы.
- И, зажегши свечу, не ставят её под сосудом, но на подсвечнике, и светит всем в доме.
- Так да светит свет ваш пред людьми, чтобы они видели ваши добрые дела и прославляли Отца вашего Небесного.

(Мф. 5:13—16)

 2 Указание на то, что приход Иисуса Христа, исполняет пророчества Ветхого Завета:

- Не думайте, что Я пришел нарушить закон или пророков: не нарушить пришел Я, но исполнить.
- Ибо истинно говорю вам: доколе не прейдет небо и земля, ни одна иота или ни одна черта не прейдет из закона, пока не исполнится все.

(Мф. 5:17—18)

 3 Пояснение о небесной иерархии.

- Итак, кто нарушит одну из заповедей сих малейших и научит так людей, тот малейшим наречется в Царстве Небесном; а кто сотворит и научит, тот великим наречется в Царстве Небесном.

(Мф. 5:19)

- А вы не называйтесь учителями, ибо один у вас Учитель — Христос, все же вы — братья;
- и отцом себе не называйте никого на земле, ибо один у вас Отец, Который на небесах;
- и не называйтесь наставниками, ибо один у вас Наставник — Христос.
- Больший из вас да будет вам слуга:
- ибо, кто возвышает себя, тот унижен будет, а кто унижает себя, тот возвысится.

(Мф. 23:8—12)

 4  Указание на необходимость повышения своей праведности (Принесения пользы Богу путём повышения своего духовного уровня и духовного уровня своих ближних.)

- Ибо, говорю вам, если праведность ваша не превзойдет праведности книжников и фарисеев, то вы не войдете в Царство Небесное.

(Мф. 5:20)

 5 Запрет не только на убийство, но и на гнев, осуждение и оскорбление:

- Вы слышали, что сказано древним: не убивай, кто же убьет, подлежит суду.
- А Я говорю вам, что всякий, гневающийся на брата своего напрасно, подлежит суду; кто же скажет брату своему: «рака», подлежит синедриону; а кто скажет: «безумный», подлежит геенне огненной.

(Мф. 5:21—22)

 6 Указание, что следует мириться с ближними прежде своего обращения к Богу:

- Итак, если ты принесешь дар твой к жертвеннику и там вспомнишь, что брат твой имеет что-нибудь против тебя,
- оставь там дар твой пред жертвенником, и пойди прежде примирись с братом твоим, и тогда приди и принеси дар твой.
- Мирись с соперником твоим скорее, пока ты еще на пути с ним, чтобы соперник не отдал тебя судье, а судья не отдал бы тебя слуге, и не ввергли бы тебя в темницу;
- истинно говорю тебе: ты не выйдешь оттуда, пока не отдашь до последнего кодранта.

(Мф. 5:23—26)

 7 Запрет не только на прелюбодеяние, но и похоть:

- Вы слышали, что сказано древним: не прелюбодействуй.
- А Я говорю вам, что всякий, кто смотрит на женщину с вожделением, уже прелюбодействовал с нею в сердце своем.

(Мф. 5:27—28)

 8 Указание на необходимость решительного устранения всего того, что приводит к греху:

- Если же правый глаз твой соблазняет тебя, вырви его и брось от себя, ибо лучше для тебя, чтобы погиб один из членов твоих, а не все тело твое было ввержено в геенну.
- И если правая твоя рука соблазняет тебя, отсеки её и брось от себя, ибо лучше для тебя, чтобы погиб один из членов твоих, а не все тело твое было ввержено в геенну.

(Мф. 5:29—30)

 9 Пояснение о разводах:

- Сказано также, что если кто разведется с женою своею, пусть даст ей разводную.
- А Я говорю вам: кто разводится с женою своею, кроме вины любодеяния, тот подает ей повод прелюбодействовать; и кто женится на разведенной, тот прелюбодействует.

(Мф. 5:31—32)

 10 Запрет на клятвы чем-либо:

- Еще слышали вы, что сказано древним: не преступай клятвы, но исполняй пред Господом клятвы твои.
- А Я говорю вам: не клянись вовсе: ни небом, потому что оно престол Божий;
- ни землею, потому что она подножие ног Его; ни Иерусалимом, потому что он город великого Царя;
- ни головою твоею не клянись, потому что не можешь ни одного волоса сделать белым или черным.
- Но да будет слово ваше: да, да; нет, нет; а что сверх этого, то от лукавого.

(Мф. 5:33—37)

11 "Не противься злому":

- Вы слышали, что сказано: око за око и зуб за зуб.
- А Я говорю вам: не противься злому. Но кто ударит тебя в правую щеку твою, обрати к нему и другую;

(Мф. 5:38—39)

 12 Запрет на сутяжничество, скупость и немилосердие:

- и кто захочет судиться с тобою и взять у тебя рубашку, отдай ему и верхнюю одежду;
- и кто принудит тебя идти с ним одно поприще, иди с ним два.
- Просящему у тебя дай, и от хотящего занять у тебя не отвращайся.

(Мф. 5:40—42)

 13 Заповеди любви:

- Заповедь новую даю вам, да любите друг друга; как Я возлюбил вас, так и вы да любите друг друга.
- По тому узнают все, что вы Мои ученики, если будете иметь любовь между собою.

(Ин. 13:34—35)

- Вы слышали, что сказано: люби ближнего твоего и ненавидь врага твоего.
- А Я говорю вам: любите врагов ваших, благословляйте проклинающих вас, благотворите ненавидящим вас и молитесь за обижающих вас и гонящих вас,
- да будете сынами Отца вашего Небесного, ибо Он повелевает солнцу Своему восходить над злыми и добрыми и посылает дождь на праведных и неправедных.
- Ибо если вы будете любить любящих вас, какая вам награда? Не то же ли делают и мытари?
- И если вы приветствуете только братьев ваших, что особенного делаете? Не так же ли поступают и язычники?

(Мф. 5:43—47)

 14 Призыв к духовному совершенствованию:

- Итак будьте совершенны, как совершен Отец ваш Небесный.

(Мф. 5:48)

 15 Запрет на показную благотворительность:

- Смотрите, не творите милостыни вашей пред людьми с тем, чтобы они видели вас: иначе не будет вам награды от Отца вашего Небесного.
- Итак, когда творишь милостыню, не труби перед собою, как делают лицемеры в синагогах и на улицах, чтобы прославляли их люди. Истинно говорю вам: они уже получают награду свою.
- У тебя же, когда творишь милостыню, пусть левая рука твоя не знает, что делает правая,
- чтобы милостыня твоя была втайне; и Отец твой, видящий тайное, воздаст тебе явно.

(Мф. 6:1—4)

 16 Запрет на показную набожность и показную молитву:

- И, когда молишься, не будь, как лицемеры, которые любят в синагогах и на углах улиц, останавливаясь, молиться, чтобы показаться перед людьми. Истинно говорю вам, что они уже получают награду свою.
- Ты же, когда молишься, войди в комнату твою и, затворив дверь твою, помолись Отцу твоему, Который втайне; и Отец твой, видящий тайное, воздаст тебе явно.

(Мф. 6:5—6)

 17 Запрет на разглагольствование в молитве:

- А молясь, не говорите лишнего, как язычники, ибо они думают, что в многословии своем будут услышаны;
- не уподобляйтесь им, ибо знает Отец ваш, в чем вы имеете нужду, прежде вашего прошения у Него.

(Мф. 6:7—8)

 18 Указание на молитву и на то, как молиться:

- Бодрствуйте и молитесь, чтобы не впасть в искушение: дух бодр, плоть же немощна.

(Мф. 26:41)

- Молитесь же так: Отче наш, сущий на небесах! да святится имя Твое;
- да приидет Царствие Твое; да будет воля Твоя и на земле, как на небе;
- хлеб наш насущный дай нам на сей день;
- и прости нам долги наши, как и мы прощаем должникам нашим;
- и не введи нас в искушение, но избавь нас от лукавого. Ибо Твое есть Царство и сила и слава во веки. Аминь.

(Мф. 6:9—13)

 19 Указание на необходимость прощать других людей с тем, чтобы и Отец наш Небесный простил нам грехи наши:

- Ибо если вы будете прощать людям согрешения их, то простит и вам Отец ваш Небесный,
- а если не будете прощать людям согрешения их, то и Отец ваш не простит вам согрешений ваших.

(Мф. 6:14—15)

 20 Запрет на показной пост:

- Также, когда поститесь, не будьте унылы, как лицемеры, ибо они принимают на себя мрачные лица, чтобы показаться людям постящимися. Истинно говорю вам, что они уже получают награду свою.
- А ты, когда постишься, помажь голову твою и умой лице твое,
- чтобы явиться постящимся не пред людьми, но пред Отцом твоим, Который втайне; и Отец твой, видящий тайное, воздаст тебе явно.

(Мф. 6:16—18)

 21 Указание на существование сердечной привязанности человека к имеющимся у него ценностям...:

- Не собирайте себе сокровищ на земле, где моль и ржа истребляют и где воры подкапывают и крадут,
- но собирайте себе сокровища на небе, где ни моль, ни ржа не истребляют и где воры не подкапывают и не крадут,
- ибо где сокровище ваше, там будет и сердце ваше.

(Мф. 6:19—21)

 22 Указание смотреть на всё с духовной точки зрения:

- Светильник для тела есть око. Итак, если око твое будет чисто, то всё тело твое будет светло;
- если же око твое будет худо, то всё тело твое будет темно. Итак, если свет, который в тебе, тьма, то какова же тьма?

(Мф. 6:22—23)

 23 Указание на то, что стремление к накоплению земных богатств отвлекает от полноценного стремления к Богу (поиска Царствия Небесного):

- Никто не может служить двум господам: ибо или одного будет ненавидеть, а другого любить; или одному станет усердствовать, а о другом нерадеть. Не можете служить Богу и маммоне.
- Посему говорю вам: не заботьтесь для души вашей, что вам есть и что пить, ни для тела вашего, во что одеться. Душа не больше ли пищи, и тело одежды?
- Взгляните на птиц небесных: они ни сеют, ни жнут, ни собирают в житницы; и Отец ваш Небесный питает их. Вы не гораздо ли лучше их?
- Да и кто из вас, заботясь, может прибавить себе росту хотя на один локоть?
- И об одежде что заботитесь? Посмотрите на полевые лилии, как они растут: ни трудятся, ни прядут;
- но говорю вам, что и Соломон во всей славе своей не одевался так, как всякая из них;
- если же траву полевую, которая сегодня есть, а завтра будет брошена в печь, Бог так одевает, кольми паче вас, маловеры!
- Итак не заботьтесь и не говорите: что нам есть? или что пить? или во что одеться?
- потому что всего этого ищут язычники, и потому что Отец ваш Небесный знает, что вы имеете нужду во всем этом.
- Ищите же прежде Царства Божия и правды Его, и это все приложится вам.
- Итак не заботьтесь о завтрашнем дне, ибо завтрашний сам будет заботиться о своем: довольно для каждого дня своей заботы.

(Мф. 6:24—34)

 24 Запрет осуждения других и стремления исправлять других, пока не исправил себя:

- Не судите, да не судимы будете,
- ибо каким судом судите, таким будете судимы; и какою мерою мерите, такою и вам будут мерить.
- И что ты смотришь на сучок в глазе брата твоего, а бревна в твоем глазе не чувствуешь?
- Или как скажешь брату твоему: «дай, я выну сучок из глаза твоего», а вот, в твоем глазе бревно?
- Лицемер! вынь прежде бревно из твоего глаза и тогда увидишь, как вынуть сучок из глаза брата твоего.

(Мф. 7:1—5)

 25 Запрет на раскрытие внутренней духовной жизни христиан перед невеждами:

- Не давайте святыни псам и не бросайте жемчуга вашего перед свиньями, чтобы они не попрали его ногами своими и, обратившись, не растерзали вас.

(Мф. 7:6)

 26 Указание просить Бога о помощи в своих нуждах:

- Просите, и дано будет вам; ищите, и найдете; стучите, и отворят вам;
- ибо всякий просящий получает, и ищущий находит, и стучащему отворят.
- Есть ли между вами такой человек, который, когда сын его попросит у него хлеба, подал бы ему камень?
- и когда попросит рыбы, подал бы ему змею?
- Итак если вы, будучи злы, умеете даяния благие давать детям вашим, тем более Отец ваш Небесный даст блага просящим у Него.

(Мф. 7:7—11)

 27 Указание поступать с другими так, как хочешь чтоб поступали другие с тобой:

- Итак во всем, как хотите, чтобы с вами поступали люди, так поступайте и вы с ними, ибо в этом закон и пророки.

(Мф. 7:12)

 28 Указание на то, что путь в Царствие Божие труден, а указателей на нём мало...:

- Входите тесными вратами, потому что широки врата и пространен путь, ведущие в погибель, и многие идут ими;
- потому что тесны врата и узок путь, ведущие в жизнь, и немногие находят их.

(Мф. 7:13—14)

 29 Указание беречься ложных наставников и критерий их распознания:

- Берегитесь лжепророков, которые приходят к вам в овечьей одежде, а внутри суть волки хищные.
- По плодам их узнаете их. Собирают ли с терновника виноград, или с репейника смоквы?
- Так всякое дерево доброе приносит и плоды добрые, а худое дерево приносит и плоды худые.
- Не может дерево доброе приносить плоды худые, ни дерево худое приносить плоды добрые.
- Всякое дерево, не приносящее плода доброго, срубают и бросают в огонь.
- Итак по плодам их узнаете их.

(Мф. 7:15—20)

 Заключение. Откровение о конце тех, кто не исполняет, и тех, кто исполняет эти заповеди:

- Не всякий, говорящий Мне: «Господи! Господи!», войдет в Царство Небесное, но исполняющий волю Отца Моего Небесного.
- Многие скажут Мне в тот день: Господи! Господи! не от Твоего ли имени мы пророчествовали? и не Твоим ли именем бесов изгоняли? и не Твоим ли именем многие чудеса творили?
- И тогда объявлю им: Я никогда не знал вас; отойдите от Меня, делающие беззаконие.
- Итак всякого, кто слушает слова Мои сии и исполняет их, уподоблю мужу благоразумному, который построил дом свой на камне;
- и пошел дождь, и разлились реки, и подули ветры, и устремились на дом тот, и он не упал, потому что основан был на камне.
- А всякий, кто слушает сии слова Мои и не исполняет их, уподобится человеку безрассудному, который построил дом свой на песке;
- и пошел дождь, и разлились реки, и подули ветры, и налегли на дом тот; и он упал, и было падение его великое.

(Мф. 7:21—27)

## Другие заповеди Иисуса Христа
1 О вере в Иисуса Христа и уподоблении Ему в смирении: 

- Придите ко Мне все труждающиеся и обремененные, и Я успокою вас;
- возьмите иго Мое на себя и научитесь от Меня, ибо Я кроток и смирен сердцем, и найдете покой душам вашим;
- ибо иго Мое благо, и бремя Мое легко.

(Мф. 11:28—30)

 2 О небоязни гонителей: 

- Когда же будут гнать вас в одном городе, бегите в другой.

(Мф. 10:23)
- Итак не бойтесь их, ибо нет ничего сокровенного, что не открылось бы, и тайного, что не было бы узнано.
- Что говорю вам в темноте, говорите при свете; и что на ухо слышите, проповедуйте на кровлях.

(Мф. 10:26—27)

 3 Об уподоблении детям в смирении: 

- В то время ученики приступили к Иисусу и сказали: кто больше в Царстве Небесном?
- Иисус, призвав дитя, поставил его посреди них
- и сказал: истинно говорю вам, если не обратитесь и не будете как дети, не войдете в Царство Небесное;
- итак, кто умалится, как это дитя, тот и больше в Царстве Небесном.

(Мф. 18:1—4)

 4 О не соблазнении детей противными Христу учениями:

- И кто примет одно такое дитя во имя Мое, тот Меня принимает;
- а кто соблазнит одного из малых сих, верующих в Меня, тому лучше было бы, если бы повесили ему мельничный жернов на шею и потопили его во глубине морской.

(Мф. 18:5—6)

 5 Указание на горе соблазняющим:

- Горе миру от соблазнов, ибо надобно прийти соблазнам; но горе тому человеку, через которого соблазн приходит.

(Мф. 18:7)

 6 О целомудрии в помыслах: 

- Если же рука твоя или нога твоя соблазняет тебя, отсеки их и брось от себя: лучше тебе войти в жизнь без руки или без ноги, нежели с двумя руками и с двумя ногами быть ввержену в огонь вечный;
- и если глаз твой соблазняет тебя, вырви его и брось от себя: лучше тебе с одним глазом войти в жизнь, нежели с двумя глазами быть ввержену в геенну огненную.

(Мф. 18:8—9)

 7 О ветхозаветных заповедях, необходимых для спасения и нестяжании:

- И вот, некто, подойдя, сказал Ему: Учитель благий! что сделать мне доброго, чтобы иметь жизнь вечную?
- Он же сказал ему: что ты называешь Меня благим? Никто не благ, как только один Бог. Если же хочешь войти в жизнь вечную, соблюди заповеди.
- Говорит Ему: какие? Иисус же сказал: не убивай; не прелюбодействуй; не кради; не лжесвидетельствуй;
- почитай отца и мать; и: люби ближнего твоего, как самого себя.
- Юноша говорит Ему: всё это сохранил я от юности моей; чего еще недостает мне?
- Иисус сказал ему: если хочешь быть совершенным, пойди, продай имение твое и раздай нищим; и будешь иметь сокровище на небесах; и приходи и следуй за Мною.
- Услышав слово сие, юноша отошел с печалью, потому что у него было большое имение.
- Иисус же сказал ученикам Своим: истинно говорю вам, что трудно богатому войти в Царство Небесное;
- и еще говорю вам: удобнее верблюду пройти сквозь игольные уши, нежели богатому войти в Царство Божие.

(Мф. 19:16—24)

 8 Указание на необходимость Крещения: 

- Итак идите, научите все народы, крестя их во имя Отца и Сына и Святаго Духа.

(Мф. 28:19)

- Иисус сказал ему в ответ: истинно, истинно говорю тебе, если кто не родится свыше, не может увидеть Царствия Божия.
- Никодим говорит Ему: как может человек родиться, будучи стар? неужели может он в другой раз войти в утробу матери своей и родиться?
- Иисус отвечал: истинно, истинно говорю тебе, если кто не родится от воды и Духа, не может войти в Царствие Божие.

(Ин. 3:3—5)

 9 Указание на необходимость Причастия: 

- Иисус же сказал им: истинно, истинно говорю вам: если не будете есть Плоти Сына Человеческого и пить Крови Его, то не будете иметь в себе жизни.
- Ядущий Мою Плоть и пиющий Мою Кровь имеет жизнь вечную, и Я воскрешу его в последний день.
- Ибо Плоть Моя истинно есть пища, и Кровь Моя истинно есть питие.

(Ин. 6:53—55)

- И когда они ели, Иисус взял хлеб и, благословив, преломил и, раздавая ученикам, сказал: приимите, ядите: сие есть Тело Мое.
- И, взяв чашу и благодарив, подал им и сказал: пейте из неё все,
- ибо сие есть Кровь Моя Нового Завета, за многих изливаемая во оставление грехов.

(Мф. 26:26—28)

 Пояснения апостола Павла:

- Безбрачным же и вдовам говорю: хорошо им оставаться, как я.
- Но если не могут воздержаться, пусть вступают в брак; ибо лучше вступить в брак, нежели разжигаться.

(1Кор. 7:8—9)

- Относительно девства я не имею повеления Господня, а даю совет, как получивший от Господа милость быть Ему верным.
- По настоящей нужде за лучшее признаю, что хорошо человеку оставаться так.
- Соединен ли ты с женой? не ищи развода. Остался ли без жены? не ищи жены.
- Впрочем, если и женишься, не согрешишь; и если девица выйдет замуж, не согрешит. Но таковые будут иметь скорби по плоти; а мне вас жаль.

(1Кор. 7:25—28)

- Не обманывайтесь: ни блудники, ни идолослужители, ни прелюбодеи, ни малакии, ни мужеложники,
- ни воры, ни лихоимцы, ни пьяницы, ни злоречивые, ни хищники  Царства Божия не наследуют

(1Кор. 6:9—10)

- Ибо всякий раз, когда вы едите хлеб сей и пьете чашу сию, смерть Господню возвещаете, доколе Он придет.
- Посему, кто будет есть хлеб сей или пить чашу Господню недостойно, виновен будет против Тела и Крови Господней.
- Да испытывает же себя человек, и таким образом пусть ест от хлеба сего и пьет из чаши сей.
- Ибо, кто ест и пьет недостойно, тот ест и пьет осуждение себе, не рассуждая о Теле Господнем.

(1Кор. 11:26—29)